# Priocnemis pseudojaponica
Priocnemis pseudojaponica (лат.) — вид дорожных ос рода Priocnemis (подрод Umbripennis, Pompilidae).

## Распространение
Россия: Приморский край (в том числе, Лазовский заповедник, Уссурийский заповедник, Кедровая Падь).

## Описание
Длина тела самцов 8,5—12,5 мм, самок — 14,0—16,0 мм. Основная окраска тела чёрная. Лёт отмечен в мае и июне. Предположительно, как и другие виды своего рода охотятся на пауков. Вид был впервые описан в 1988 году российским гименоптерологом Аркадием Степановичем Лелеем (Биолого-почвенный институт ДВО РАН, Владивосток).